# يبروح طبي
اليبروح الطبي أو تفاح المجانين أو لُفاح أو مَغد أو سراج القطرب أو لَعبة أو تفاح الجن أو تفاح البر أو زُعرُور جبلى أو خوخ الدب أو تفاح الشيطان أو كَتل أو شجرة الصنم أو يَقْطم أو بيض الجن أو لعبة أو بجيلة أو جويزة نوع من النباتات ينتمي إلى جنس اليبروح من الفصيلة الباذنجانية. ينمو هذا النوع بصورة برية في المشرق العربي وغرب آسيا وجنوب أوروبا.

## الوصف النباتي
النبتة معمرة. سوق اليبروح لا ترى بل تبدو الأوراق كما لو كانت تنمو من الجذور؛ ولأغلب هذه النباتات جذر وتدي رئيسي كبير الحجم. يزهر في الفترة ما بين آذار ونيسان وتنضج الثمار بين تموز وآب. وأزهار اليبروح خنثى بيضاء أو مشربة بالزرقة أو أرجوانية اللون، وهي تنمو على عيدان رفيعة موجودة بين الأوراق.

## تاريخ
كان البشر منذ أقدم العصور يؤمنون بخرافات تتعلق بنباتات اليبروح؛ إذ كان البعض يعتقد أن لها قوة سحرية، فصنعوا منها ما كان يعرف باسم «أكسيد الغرام». واليبروح يحتوي على مركبين كيماويين هما «السكوبولامين» و«الهيوسيامين».
وقد استعملت بعض شعوب الشرق الأدنى وأوروبا جذور اليبروح كمخدر للتعاطي وفي الجراحة. واليبروح مذكور في الكتاب المقدس
وفي بردية إيبرس، وهي سجل مصري قديم للمعلومات الطبية يرجع إلى عام 1550 ق.م أو ما قبله.